# Thelypteris abbiattii
Thelypteris abbiattii är en kärrbräkenväxtart som beskrevs av C. Reed. Thelypteris abbiattii ingår i släktet Thelypteris och familjen Thelypteridaceae. Inga underarter finns listade.